# Metaphalangium sudanum
Metaphalangium sudanum is een hooiwagen uit de familie echte hooiwagens (Phalangiidae).